# 男鹿森林鉄道
男鹿森林鉄道はかつて秋田県男鹿半島にあった森林鉄道である。主な目的は木材を運び出すことであった。1909年竣工。1959年全線廃止。
1909年竣工
1959年全線廃止
廃線跡の一部は農道として利用されている。また、かつて使われていたと思われるバラストが残っている場所もある他、支線の廃隧道もあり、わずかながら開口部があり、なかに入ることも可能なようだ。
https://my-michi.com/2022/01/43279586/oga-forest-railway-01/
https://my-michi.com/2022/02/43279586/oga-forest-railway-05/
https://yamaiga.com/koneta/koneta_75.html